# 张树德
张树德（1922年—1988年），山西省灵石县田家山村人，中华人民共和国政治人物。
早年参加山西省牺牲救国同盟会，后赴延安、入学陕北公学，后进入中共中央办公厅工作。此后改任中共建西县委副书记、书记、中共热河省委副秘书长兼办公厅主任。中华人民共和国成立后，担任中共中央东北局副秘书长等。1957年，任中共哈尔滨市委书记处书记。后升任河南省第七届人大常委会主任。